# Regió de la Màrmara Oriental (estadística)
La regió de la Màrmara Oriental (TR4) és una de les 12 regions estadístiques de Turquia.

## Subregions i províncies
- Subregió de Bursa (TR41)
  - Província de Bursa (TR411)
  - Província d'Eskişehir (TR412)
  - Província de Bilecik (TR413)
- Subregió de Kocaeli (TR42)
  - Província de Kocaeli (TR421)
  - Província de Sakarya (TR422)
  - Província de Düzce (TR423)
  - Província de Bolu (TR424)
  - Província de Yalova (TR425)